# Hirooki Arai

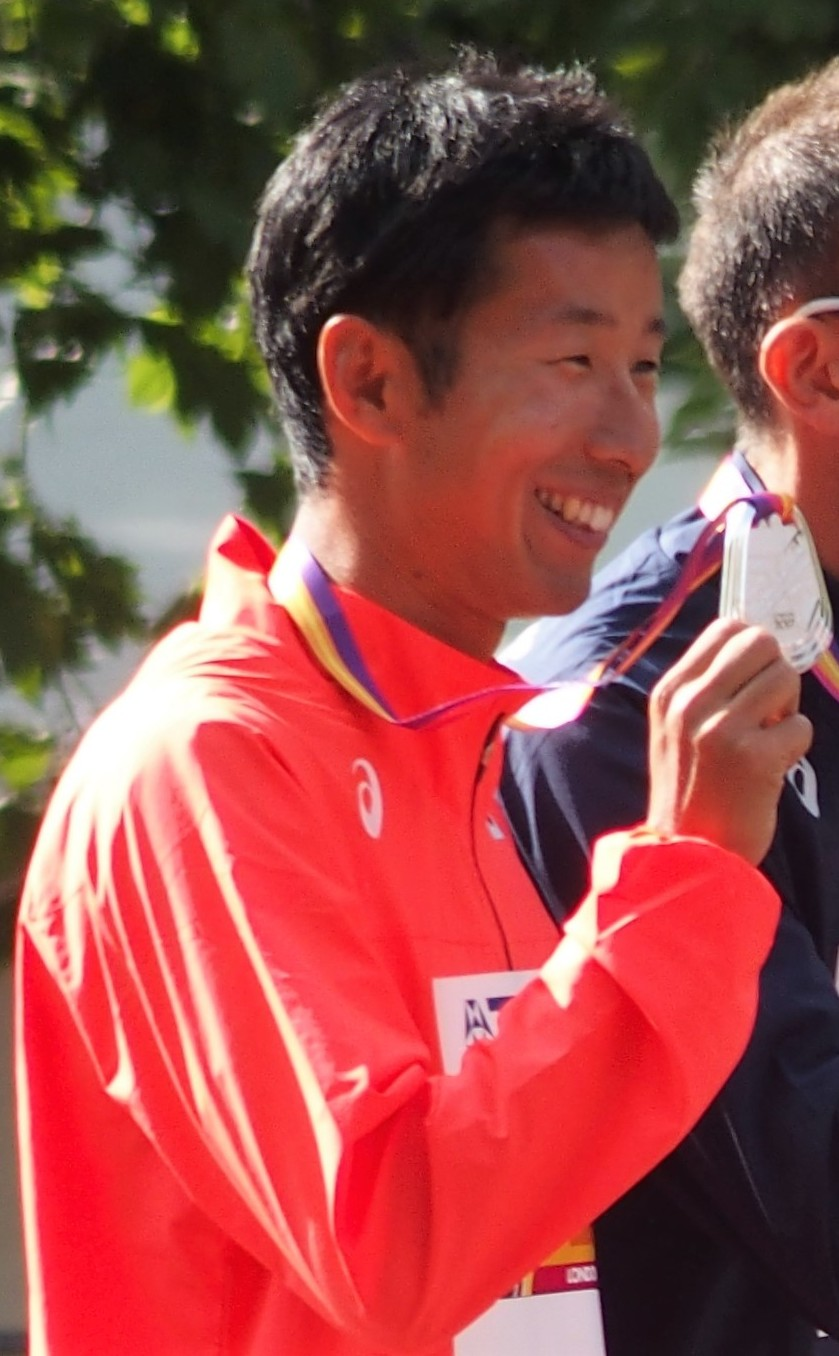
Hirooki Arai

Hirooki Arai (jap. 荒井 広宙, Arai Hirooki; * 18. Mai 1988 in der Präfektur Nagano) ist ein japanischer Geher.
Im 50-km-Gehen wurde er bei den Leichtathletik-Weltmeisterschaften 2011 in Daegu Zehnter, 2013 in Moskau Elfter und 2015 in Peking Vierter. Bei den Weltmeisterschaften 2017 in London gewann Arai die Silbermedaille im 50-km-Gehen. Den bis dahin größten Erfolg seiner Karriere feierte er mit dem Gewinn der Bronzemedaille im 50-km-Gehen bei den Olympischen Spielen 2016 in Rio de Janeiro.

## Persönliche Bestzeiten
- 20 km Gehen: 1:19:25 h, 19. Februar 2017,	Kōbe
- 50 km Gehen: 3:40:20 h, 19. April 2015, Wajima